# Stazione di Acciano
La stazione di Acciano è una fermata ferroviaria, posta sulla ferrovia Terni-Sulmona, a servizio del comune di Acciano.

## Movimento
La stazione è servita da treni regionali gestiti da Trenitalia per conto della regione Abruzzo, diretti a L'Aquila e Sulmona.
Al 2007, l'impianto risultava frequentato da un traffico giornaliero medio di 9 persone.